# Evgeniy Barmyantsev
Evgeniy Nikolayevich Barmyantsev (em russo: Евге́ний Никола́евич Бармя́нцев; Stalingrado, Oblast de Stalingrado, 10 de dezembro de 1943 - Moscou, Rússia 18 de dezembro de 2018) foi um militar soviético e russo, membro da Diretoria Principal de Inteligência do Estado-Maior das Forças Armadas da Federação Russa e adido militar na embaixada da Rússia na Iugoslávia entre 1992 e 2001.
Barmyantsev participou diretamente do planejamento e execução da marcha forçada do batalhão aerotransportado russo, integrante do contingente internacional de paz na Bósnia e Herzegovina, rumo a Pristina (Kosovo). A operação resultou na ocupação do aeroporto de Slatina pelas forças russas, frustrando os planos da OTAN de ocupar a Iugoslávia.
Foi condecorado com o título de Herói da Federação Russa em 19 de fevereiro de 2000, com a patente de Tenente-General.

## Biografia
Evgeniy Barmyantsev nasceu em 10 de dezembro de 1943, na cidade de Stalingrado (atualmente Volgogrado). Era de etnia russa.
Após concluir o ensino médio, ingressou em 1962 e se formou em 1965 na Escola Superior de Comando de Artilharia de Tiblíssi. Em 1975, formou-se também na Academia Militar Diplomática do Exército Soviético.
Entre 1992 e 2001, atuou como adido militar da Embaixada da Federação Russa na Iugoslávia. Nesse cargo, participou diretamente, em junho de 1999, do planejamento e apoio à famosa operação especial — a marcha forçada do batalhão aerotransportado russo, parte do contingente internacional de paz na Bósnia e Herzegovina, rumo a Pristina (capital do então não reconhecido Estado do Kosovo). Como resultado da operação, os militares russos ocuparam o aeroporto de Slatina, frustrando os planos da OTAN de ocupar a Iugoslávia.
Por sua coragem e heroísmo no cumprimento de missões especiais sob risco de vida, recebeu, em 19 de fevereiro de 2000, o título de Herói da Federação Russa, por decreto presidencial, junto com a medalha "Estrela de Ouro".
Desde novembro de 2003, estava aposentado. Entre agosto de 2004 e abril de 2005, atuou como conselheiro do diretor-geral da empresa "Terceira Variante" e, a partir de 2005, foi primeiro vice-diretor-geral da "Aviazapchast".
Barmyantsev faleceu em 18 de dezembro de 2018 aos 75 anos e foi sepultado no Cemitério Troyekurovskoye, em Moscou, no setor 27.

## Literatura
- Alekseev M. A., Kolpakidi A. I., Kochik V. Ya. Enciclopédia de inteligência militar. 1918-1945 — M., 2012. — P. 87.

## Ligações
- Евгений Николаевич Бармянцев  (рус.). Сайт «Герои страны».
- Некролог на сайте газеты «Красная звезда»
- Нато прерывает диалог с Белградом // jeuroulette.org
- Иконописец и война. Роман Илюшкин 14 лет занимается персональным миротворчеством // Вечерняя Москва